# Pomník Daniela Adama z Veleslavína
Pomník Daniela Adama z Veleslavína je bronzový pomník českého humanisty, nakladatele a tiskaře Daniela Adama z Veleslavína (1546–1599) postavené na místě před někdejší usedlostí čp. 421/11, která patřila jeho otci Štěpánovi Adamovi, a v níž se Daniel Adam narodil. Pomník stojí v zalesněném úseku parčíku při ulici U sadu v Praze 6 - Veleslavíně. Tento přibližně trojúhelný svažitý pozemek byl z dříve bezejmenného sadu  přejmenován na Park Daniela Adama z Veleslavína  roku 2002.

## Historie

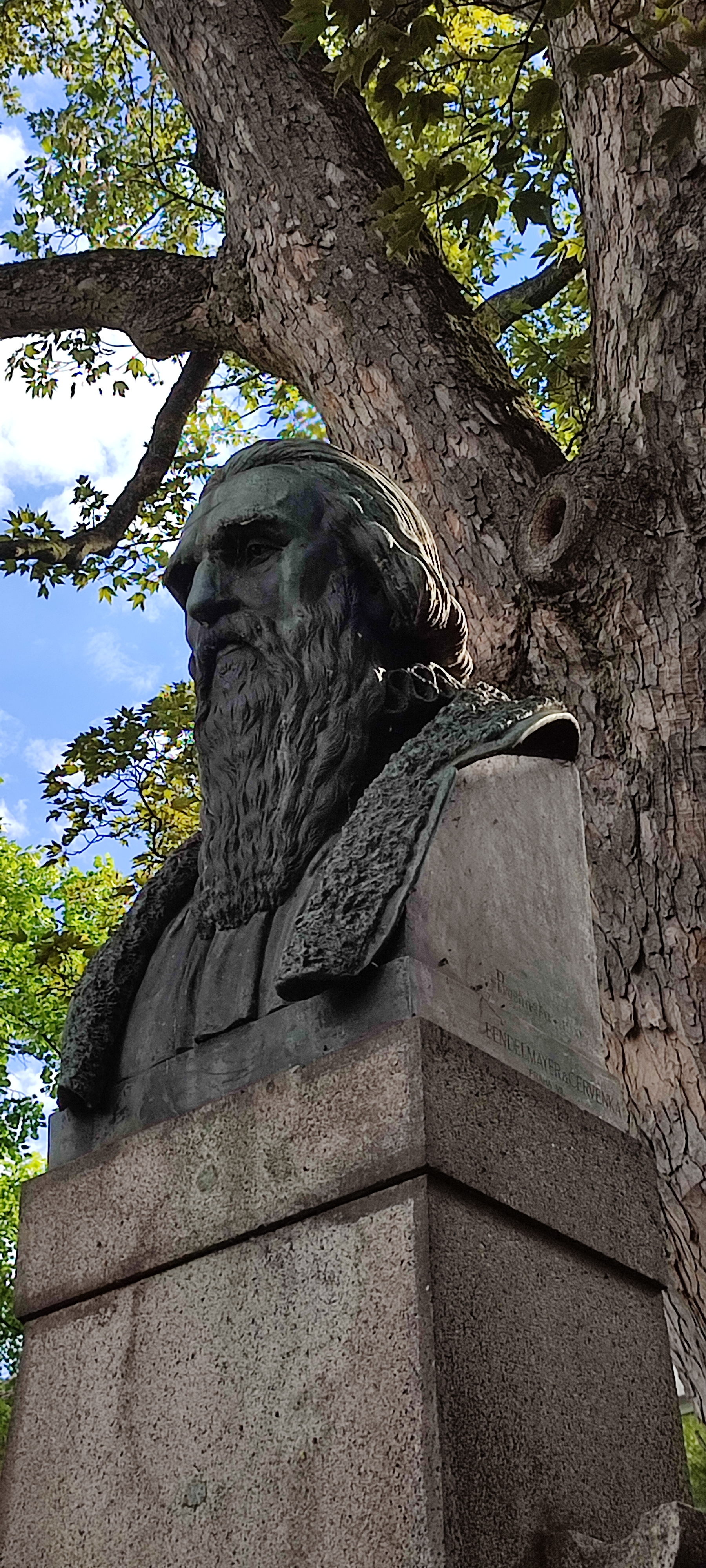
Busta Daniela Adama z Veleslavína z jeho pomníku

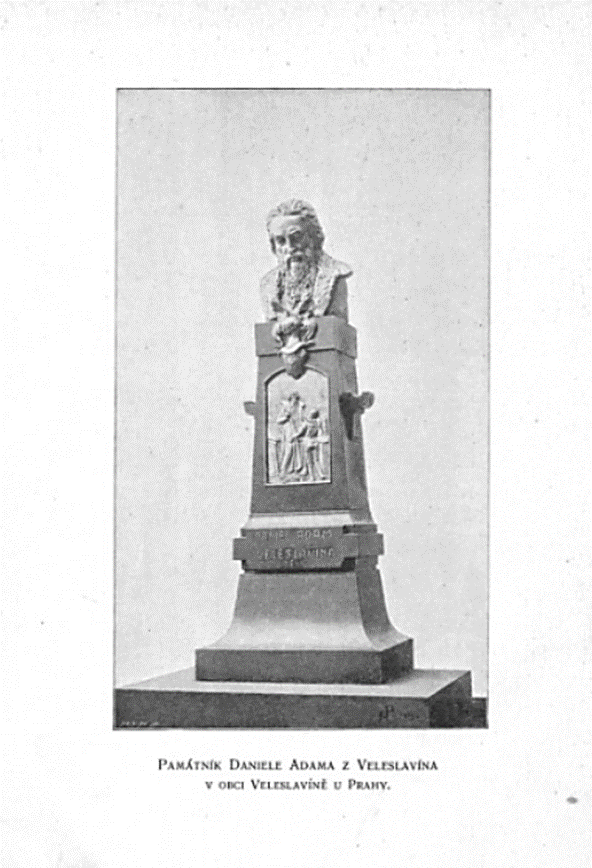
Model pomníku v pamětním tisku z roku 1899

Myšlenka vytvoření pomníku v místě narození Daniela Adama ve Veleslavíně byl vyslovena v roce 1893, šest let před oslavami 300. výročí jeho úmrtí. Roku 1899 proběhly ve Veleslavíně oslavy. Delegace v čele s primátorem Janem Podlipným, Františkem Ladislavem Riegrem, nakladatelem Jaroslavem Ottou, zástupci Grémia knihkupců v čele s Františkem Batovcem  ustavila spolek pro postavení pomníku,  vydala k němu pamětní brožuru, ve které představila model pomníku  s bustou Daniela Adama shlížejícího dolů, s plastickým erbem a reliéfem, na němž Daniel Adam přijímá svého žáka. Zakázka na sochu pravděpodobně obecně nebyla známa, novinový zpravodaj psal o humanistovi "žehnajícím pozdviženýma rukama". Od základního kamene k realizaci pomníku uplynuly tři roky. Spolkem vybrané finance doplnil také spolek Svatobor. Oproti původnímu návrhu  byla shlížející busta  pozměněna na zpříma hledící, erb a reliéf pravděpodobně byly  realizovány, ale později uloupeny,  zůstaly po nich na podstavci jen otisky siluety  a otvory hřebů.  Shodná busta zdobí průčelí nájemného domu v Praze 7.
Slavnostní odhalení pomníku se konalo 6. června 1902, opět za účasti představitelů spolku, magistrátu i starosty obce Veleslavín, zúčastnil se ho také autor, sochař Antonín Procházka, který o rok později zemřel. 

## Popis
Pomník tvoří bronzové poprsí s imaginárním portrétem Daniela Adama, protože žádná trojrozměrná podobizna se nedochovala. Podle návrhu sochaře Antonína Procházky poprsí roku 1902 odlila pražská kovolitecká firma Bendelmayer & Červenka. Signatury jsou ryté pod levým ramenem portrétovaného na soklu. Poprsí stojí na čtyřbokém secesním pilíři ve tvaru profilované ploché stély, odstupněné schodem a soklem. Na bocích podstavce jsou dva věšáky na věnec.
Pomník je od roku 1964 chráněn jako kulturní památka.